# Саммит НАТО в Брюсселе (1985)
Саммит 1985 года стал седьмым по счету саммитом НАТО, на котором лидеры стран-членов собрались вместе. Официальные и неофициальные встречи прошли в столице Бельгии, Брюсселе, 21 ноября 1985 года. Данный саммит является восьмой встречей глав государств НАТО после подписания Североатлантического договора 4 апреля 1949 года. В то время генеральным секретарем НАТО был лорд Каррингтон, и возглавил совещание.

## Предыстория
В этот период организация столкнулась с непростыми вопросами, связанными с тем, будет ли новое поколение лидеров столь же преданно НАТО, как и их предшественники. С приходом нового поколения советских руководителей на международную арену вышел Михаил Горбачёв.
Каррингтон подготовила для издания «EUROPÄISCHE WEHRKUNDE» информационный документ под названием «Вызовы Североатлантическому союзу».

## Краткое содержание саммита
Президент Рейган поделился с Североатлантическим советом своими недавними впечатлениями от встречи с Горбачёвым. Встреча состоялась после саммита в Женеве в 1985 году и была посвящена обсуждению событий, произошедших на этом мероприятии. Кэррингтон также упомянул о запланированной на декабрь встрече министров.

## Министерская встреча
Комитет оборонного планирования НАТО провёл трёхдневное заседание на уровне министров в Брюсселе, начиная с 3 декабря 1986 года. В первый день встречи состоялся брифинг, посвящённый саммиту Рейгана-Горбачёва. Последние два дня были посвящены обсуждению ежегодного обзора обороны и принятию Стратегии НАТО и Плана развёртывания вооружённых сил на период с 1987 по 1991 год. Этот план, как было отмечено, «отражал нашу решимость уделять особое внимание этим приоритетным областям Североатлантического союза в наших национальных планах и программах».
Особое внимание было уделено решению, принятому в декабре 1984 года. В то время было решено закупить дополнительные запасы боеприпасов для особо важных систем, которые могут быть использованы в боевых действиях. Каждый союзник должен был обеспечить себя боеприпасами на 30 дней, чтобы быть готовым к любым непредвиденным ситуациям.